# Michael Hedges
Michael Hedges (* 31. Dezember 1953 in Enid (Oklahoma); † 2. Dezember 1997 in Mendocino County) war ein US-amerikanischer Musiker. Er wurde Anfang der 1980er-Jahre bekannt durch sein Spiel auf der Stahlsaiten-Gitarre. Mehrere Gitarristen betrachten Hedges als eine wichtige Inspiration für ihr eigenes Schaffen.

## Leben
Michael Hedges wurde 1953 als Sohn von Thayne und Ruth Hedges in Enid, Oklahoma geboren. Die sechsköpfige Familie lebte während der 1960er und 1970er in der McCristy-Knox Mansion in Enid. Sein Vater war Professor für Sprachtherapie an der Phillips University in Enid. Michael Hedges kam schon früh mit Musik in Berührung: sein Vater spielte Piccoloflöte, seine Mutter Kornett. Er lernte im Laufe seiner Schulausbildung verschiedene Instrumente (Klavier, Klarinette, Cello und Gitarre). Mit 14 gründete Hedges seine erste Band und spielte in der Enid High School im Schulorchester. Einmal in der Woche besuchte er die Universität, um seine Kenntnisse in Musiktheorie zu vertiefen. Dort traf er seinen späteren Mentor, den Komponisten Eugene J. Ulrich (1921–2014), der einen großen Einfluss auf sein weiteres Musikschaffen hatte.
Nach Abschluss der Highschool gewann Hedges ein Stipendium zum Besuch des Stan Kenton Jazz Camps und besuchte danach das achtwöchige National Music Camp in Interlochen, Michigan. Kurze Zeit später schrieb er sich an der Phillips University in Enid ein, um Querflöte zu studieren. Er begann, eigene Stücke zu komponieren und spielte in diversen Bandprojekten mit. Diese Aktivitäten verschlangen immer mehr Zeit und gerieten in Konflikt mit seinem Studium. Nach zwei Jahren verließ Hedges deshalb das Graduiertenprogramm und nahm Privatunterricht bei Ulrich. Während dieser Zeit besuchte er weiter regelmäßig das National Music Camp in Interlochen.
1976 bewarb er sich am Peabody Konservatorium in Baltimore, um klassische Gitarre zu studieren, und belegte Kurse in moderner Komposition. Hedges begann, an zwei oder drei Abenden in der Woche in den Bars der Umgebung aufzutreten. Im Hauptstudium wechselte er unterdessen von Gitarre zu elektronischer Musik. Nach seinem Abschluss bewarb sich Hedges am Peabody Konservatorium um einen Platz im Postgraduiertenprogramm, wurde dort jedoch aufgrund seines eher hippiemäßigen Lebensstils und Aussehens nicht angenommen. Hedges zog 1980 nach Palo Alto, Kalifornien, und besuchte an der Stanford University einen Kurs in Computermusik.
In Palo Alto trat Hedges regelmäßig im New Varsity Theater auf. Dort hörte ihn der Mitbegründer des Windham Hill Plattenlabels, Will Ackerman, und engagierte ihn sofort, indem er einen Vertrag auf einer Serviette formulierte und ihn unterschreiben ließ.
1981 zog Hedges nach San Francisco und heiratete seine Freundin Mindy Rosenfeld. Im gleichen Jahr veröffentlichte er sein erstes Album Breakfast In The Field. 1984 wurde sein Sohn Mischa geboren, und Hedges veröffentlichte sein zweites Album Aerial Boundaries.
Seit 1985 lebte Hedges in Mendocino, Kalifornien. Hier wurde sein Sohn Jasper geboren, hier baute er sich im Lauf der nächsten Jahre sein eigenes Studio auf, das Naked Ear Music Studio. In diesem Jahr tourte Hedges das erste Mal mit Leo Kottke. 1986 und 1987 erschienen seine nächsten beiden Alben, Watching My Life Go By und Live On The Double Planet. 1988 tourte Hedges ein weiteres Mal mit Leo Kottke durch die USA. 1990 erschien sein fünftes Album Taproot.
Hedges war zu dieser Zeit bereits weit bekannt, sein Gesicht erschien auf den Titelblättern der Gitarrenmagazine. Er hatte fünfmal hintereinander den Leserpreis der amerikanischen Fachzeitschrift Guitar Player gewonnen. Er begann nach neuen Wegen zu suchen. Seit 1992 führten Hedges seine Studien des Qigong mit Meister Paulie Zink dazu, verschiedene Aspekte östlicher Philosophie und Spiritualität zu studieren. Diese Studien führten ihn zum Werk von Sogyal Rinpoche, Das tibetische Buch vom Leben und vom Sterben, das auf den Lehren des  Tibetischen Totenbuches basiert und auf ihn einen großen Einfluss ausübte. Er beschäftigte sich mit Yoga-Techniken und stellte seine Ernährung um. Von seiner Frau Mindy ließ er sich scheiden.
Das sechste Album The Road To Return erschien im Jahr 1994 und war vollständig eigenproduziert. Zwei Jahre später veröffentlichte er sein siebtes Album, Oracle.
Anfang Dezember 1997 starb Michael Hedges im Alter von 43 bei einem Autounfall auf der California State Route 128 in Mendocino County, westlich von Fish Rock Road in der Nähe von Boonville (etwa 100 Meilen nordwestlich von San Francisco). Er war auf der Heimreise vom San Francisco International Airport, nach dem Flug von einem Besuch bei seiner Freundin in Long Island, New York. Sein 1986er BMW war in einer nassen S-Kurve aus der Kurve getragen worden, möglicherweise fuhr er zu schnell und die Reifen waren abgenutzt. Der Wagen stürzte die 40 Meter tiefe Böschung hinunter, Michael Hedges wurde aus seinem Wagen geschleudert und war offenbar sofort tot. Sein Körper wurde erst nach einem oder zwei Tagen am 2. Dezember von Straßenarbeitern entdeckt.
Sein letztes Album, Torched, erschien postum 1999.

## Veröffentlichungen
Seine erste Veröffentlichung Breakfast In The Field (1981) war ein reines Instrumental-Album. Hier finden sich viele der Merkmale, die Hedges als Gitarrist und Komponisten so einzigartig machen. Schon auf diesem ersten Album spielte der Bassist Michael Manring eine Rolle, der auch auf vielen späteren Platten von Michael Hedges erschien.
Das zweite, Grammy-nominierte Album Aerial Boundaries erschien 1984 und darf als Meilenstein auf dem Gebiet der akustischen Gitarre bezeichnet werden. Ton, Technik, kompositionelle Finesse und dynamische Reichweite der Kompositionen dieser Aufnahme waren revolutionär. Hier finden sich Hedges-Klassiker wie Aerial Boundaries, Bensusan, Ragamuffin, Rickover’s Dream und die Ode an die IBM-Schreibmaschine, Hot Type. Das Stück Spare Change ist eine im Peabody Electronic Music Studio (Baltimore) eingespielte Komposition, in der Hedges vorwärts und rückwärts aufgenommene Gitarren kompositorisch beeindruckend miteinander kombiniert.
1986 erschien sein drittes Album Watching My Life Go By. Unter Mitwirkung von Michael Manring sowie Hilleary Burgess, John Hanes und Bobby McFerrin war dies ein gesangsorientiertes Album. Es präsentierte einen Aspekt seiner Musikalität, der in seinen Livekonzerten stark zu Tage trat. Seine Cover-Versionen erlaubten durch die ihm eigene Stimme und seine typische Spielweise neue Blickwinkel auf bekannte Songs. Hier auf Watching My Life Go By war dies etwa der Song All Along the Watchtower von Bob Dylan. Vor allem aber zeigte dieses Album seine Singer-Songwriter-Qualitäten, etwa mit den Songs Face Yourself, Watching My Life Go By oder The Streamlined Man.
Das 1987 erschienene vierte Album Live On The Double Planet vereinigte Titel, die aus Live-Aufnahmen von rund 40 Konzerten in Kanada und den USA zusammengestellt wurden. Auch dieses Album folgte in Teilen demselben Pfad wie das vorige. Etwa die Hälfte der Titel sind Gesangsstücke, Originalkompositionen wie Ready or Not oder Cover, so etwa Come Together von den Beatles oder A Love Bizarre von Sheila E. und Prince. Neben den Gesangsstücken sind auch einige Instrumentalstücke auf dem Album vertreten, zumeist Stücke von seinem ersten Album. Das erste Mal veröffentlicht wurden hier Because It’s There, ein Stück auf der Gitarrenharfe, und Rikki’s Shuffle, ein Duett mit Michael Manring.
Das fünfte Album Taproot erschien 1990. Ebenfalls für einen Grammy nominiert, besitzt das Album eine mystische, dichte Atmosphäre. Hedges bezeichnete es als einen „autobiographischen Mythos“, komponiert nach Ereignissen und Personen seines Lebens. Die Stücke sind fast alle instrumental und mit größerer Besetzung: Michael Manring am Bass, Michael Moore an Klarinette und Saxophon, Bryan Lanser am Schlagzeug. David Crosby und Graham Nash singen im Hintergrund beim einzigen Vokalstück des Albums, I carry your heart, mit einem Text von E. E. Cummings. Aber auch die Sologitarre kommt zu neuer Ehre. Das Stück Rootwitch besteht nur aus  getappten und geslappten Noten, und Ritual Dance ist ein wildes, karatemäßiges Plektrum-Stück.
Sein nächstes, vollständig selbstproduziertes sechstes Album The Road To Return aus dem Jahr 1994 besitzt einen mehr pop-orientierten Sound. Percussion und Synthesizer treten als Begleitung zu fast ausschließlich originalkomponierten Vokalstücken auf. Die beiden Instrumentalstücke auf dem Album sind voll orchestriert, es gab kein einziges Solo-Gitarrenstück. Mit diesem Album schockierte Hedges die Gitarren-Aficionados. Er verfolgte dabei jedoch konsequent seinen Weg weiter, da er sich nicht nur auf die Gitarre reduziert wissen wollte. Mehr denn je kam es auf die Texte seiner Songs an, die Instrumentalmusik trat etwas zurück, um eine Einheit zu ermöglichen.
Als siebtes Album wurde Oracle 1996 veröffentlicht. Oracle war wieder ein Solo-Acoustic-Album, nur mit Michael Manring am Bass. Bis auf ein Beatles-Cover waren es wieder eine Menge reine Gitarren-Stücke, vom beinahe klassischen Baal T’suvah bis zum groovenden Jitterbogie. Ein exemplarisches Stück für seine Fähigkeit, Stücke anderer Künstler für die Gitarre zu arrangieren, ist Sofa #1 von Frank Zappa, welches er ihm kurz vor dessen Tod vorspielen konnte. Das Album gewann 1998 posthum einen Grammy für das beste New Age Album.
Noch während der Arbeiten für Oracle arbeitete er bereits an seinem nächsten Album. Es sollte eine Mischung aus Instrumentals und Vokalstücken werden. Das Layout des Albums hatte er schon länger im Kopf. Sein letztes Album Torched erschien 1999 fast zwei Jahre nach seinem Tod auf der Grundlage des bisher existierenden Materials. Es zeigt die bereits lange geplante Mischung aus Instrumentals und Vokalstücken. Neben klassischen Hedges-Gitarrenstücken wie Java Man, Fusion of the Five Elements oder Arrowhead sind auch typische Songs wie Shell Shock Venus, Free Swinging Soul und Rough Wind in Oklahoma (mit David Crosby und Graham Nash) auf der CD vertreten.
Seitdem sind verschiedene Kompilationen erschienen, die verschiedene Auswahlen von Hedges’ Musik treffen. Der Schwerpunkt liegt dabei sicher auf der instrumentellen Sologitarre, aber auch einige seiner Vokalstücke wurden erneut veröffentlicht.

## Musikalische Einflüsse und Hintergrund
Hedges besaß eine solide klassische Spieltechnik und wandte sein klassisches Können in Kombination mit verschiedenen ungewöhnlichen Techniken auf die Stahlsaitengitarre an. Er deckte ein weites Spektrum von Musikstilen ab und war als sehr dynamischer Spieler in Konzerten bekannt. Typisch für seine Stücke ist die beinahe ausschließliche Verwendung offener, oft eher dissonanter Stimmungen. Von den etwa 150 bekannten Stücken sind nur zwei in Standardstimmung.
Hedges war von vielen zeitgenössischen Spielern beeinflusst, die wichtigsten davon waren Leo Kottke, Michael Gulezian, Pat Metheny, Pat Martino, Ralph Towner, Ian Anderson, Joni Mitchell, Todd Rundgren, David Crosby, Martin Carthy, John Martyn und die Beatles. Einen großen Einfluss auf seine Kompositionen hatten aber auch klassische Komponisten wie Stravinsky, Varèse, Webern und Reich sowie Komponisten experimenteller Musik wie Morton Feldman. Einige Quellen schreiben Fernando Sor einen zentralen Einfluss auf Hedges Spiel zu. Viele der Stücke von Sor beschäftigen sich mit überlagernden Stimmen und der Dauer von Noten, ein zentrales Thema für Hedges sowohl in Bezug auf Komposition als auch auf Spieltechnik.
Er sah sich selbst eher als Gitarre spielenden Komponisten als einen komponierenden Gitarristen. Wegen seiner Assoziation mit dem Windham Hill Label wurde er oft als „New Age Musiker“ bezeichnet. Er selbst beschrieb seine Musik unter anderem als „Heavy Mental“, „New Edge“, „Thrash Acoustic“, „Deep Tissue Gladiator Guitar“ oder „Savage Myth Guitar“.

## Spieltechnik
Hedges war vermutlich Linkshänder, spielte die Gitarre jedoch wie ein Rechtshänder. Neben der Gitarre spielte er Klavier, verschiedene Perkussionsinstrumente, Tin Whistle, Mundharmonika und Querflöte.
Geradezu ein Markenzeichen von Hedges’ Stil sind die rhythmischen perkussiven Elemente, die er durch Anschlagen des Gitarrenkörpers oder der Saiten inklusive des Griffbretts erzeugte. Dazu kam die Verwendung der rechten Hand zur Erzeugung von Tönen („right hand tapping“) und die der linken Hand zum Anschlag von Noten oder ganzen Akkorden ohne Anzupfen durch die rechte Hand, indem er die Töne mit den Fingern hämmerte und abzog („hammer-on“, „pull-off“). Zu diesem Zweck griff er in manchen Stücken mit einer oder beiden Händen von oben über den Gitarrenhals. Ebenfalls charakteristisch ist die häufige Verwendung von Flageoletts – gezupft, geschlagen („slap harmonics“) oder mit anderen Elementen kombiniert. Typisch für seine Stücke ist schließlich die Sorgfalt, die Hedges auf die Dauer von Noten und Pausen verwandte. Alle diese Stilelemente gebrauchte er in Kombination mit den von seiner klassischen Ausbildung herstammenden Techniken wie etwa tremolo, apoyando und rasgueado, welche als solche in den Transkriptionen seiner Musik jedoch nicht bezeichnet werden.
Hedges war besessen bis in die letzten Einzelheiten von der Tontechnik. Seine totale Kontrolle über einen Soundcheck war legendär. Er kannte die Frequenz jeder Note auf dem Griffbrett im Kopf. Wenn es also ein Problem mit dem Klang gab, hörte er die problematische Note, kannte ihre Frequenz und behob das Problem, indem er diese Frequenz abschwächte oder verstärkte.

## Instrumente und technische Ausrüstung
Neben verschiedenen sechssaitigen Gitarren spielte Hedges Gitarrenvarianten wie die Harp-Guitar, die ihm mit ihren zusätzlichen Basssaiten die Möglichkeit gab, den Tonraum zu erweitern. Bei einigen Stücken setzte er die Trans-Trem-Gitarre ein, die mit einem speziellen Tremolo-System ausgerüstet war, welches das Ändern der Tonhöhe aller Saiten zugleich erlaubt, ohne dass die Einzelsaiten sich gegeneinander verstimmen.
Er benutzte einen 3D-piezoelektrischen Transducer-Tonabnehmer für die mittleren und höheren Frequenzen des Gitarrensignals sowie einen Magnet-Tonabnehmer für die tiefen Frequenzen. Er versuchte dabei nicht, die Einzelsignale optimal einzustellen, sondern betrachtete das Gesamtsignal. Ganz speziell der Transducer erzeugte alleine nur einen dünnen, rauen Ton. Der Verbund der Signale jedoch war voll und lebendig. Auch auf anderen Gebieten war er innovativ, so etwa bei der Signalübertragung zum Verstärkersystem. Er benutzte ein Funksystem, das ihn jedoch in der klassischen Position hinten am Gürtel störte, da er sich regelmäßig stark bewegte. So konstruierte er eine Art Helm aus einer Salatseihe, an dem er das System befestigte. Später, als modernere Systeme nicht mehr so viel Gewicht besaßen, befestigte er sie an einem Hut.
Hedges benutzte folgende Gitarren regelmäßig::
- Martin D-28, Baujahr 1971, mit Spitznamen „Barbara“, weil sie so oft mit ihm in Bars war, ausgerüstet mit Sunrise S-1 Magnet-Tonabnehmer/FRAP Kontakt-Tonabnehmer für die Diskantsaiten
- Custom Takamine, Baujahr 1980, mit seinem Namen auf der Kopfplatte
- Lowden L-250
- Martin J-65M
- Dyer Harp-Guitar, Baujahr 1920, abgenommen über eine FRAP/autoharp Tonabnehmer-Kombination, rekonfiguriert mit Sunrise S-1 und zwei Barcus-Berry Magnet-Tonabnehmern für die tiefen Basssaiten, direkt auf den Korpus geklebt
- Steve Klein, elektrische Harp-Guitar mit Trans-Trem-System
- schwarze Dyer Harp-Guitar, abgenommen über eine FRAP/autoharp Tonabnehmer-Kombination – und einen Klapperschlangenschwanz, der an der Kopfplatte unter die tiefen Basssaiten geklemmt war

## Diskografie
Zusammengestellt aus den Quellen

### Solo
- 1981 Breakfast In The Field, mit Michael Manring, George Winston (Windham Hill)
- 1984 Aerial Boundaries, mit Michael Manring, Mindy Rosenfeld Hedges (Windham Hill)
- 1986 Watching My Life Go By, mit Hilleary Burgess, John Hanes, Michael Manring, Bobby McFerrin (Open Air)
- 1987 Live On The Double Planet, mit Michael Manring (Windham Hill)
- 1990 Taproot, mit David Crosby, Bryan Lanser, Michael Manring, Michael Moore, Graham Nash (Windham Hill)
- 1994 The Road To Return, mit Pipa Pinon, Janeen Rae Heller (High Street)
- 1996 Oracle, mit Michael Manring (Windham Hill)
- 1999 Torched, mit Michael Manring  (Windham Hill)

### Kompilationen
- 1982 An Evening with Windham Hill Live (Windham Hill)
- 1982 Various Artists Windham Hill Sampler ’82 (Windham Hill)
- 1985 Various Artists Windham Hill Sampler ’84 (Windham Hill)
- 1985 Windham Hill: Water’s Path (Windham Hill)
- 1986 The Shape of the Land (Windham Hill)
- 1988 A Winter’s Solstice II (Windham Hill)
- 1988 Various Artists Windham Hill Sampler ’88 (Windham Hill)
- 1990 Various Artists Windham Hill: The First Ten Years (Windham Hill)
- 1990 A Winter’s Solstice III (Windham Hill)
- 1990 Various Artists Restore the Shore
- 1991 Various Artists Windham Hill Records Guitar (Windham Hill)
- 1991 Windham Hill Guitar Sampler II (Windham Hill)
- 1993 Strings of Steel (Windham Hill)
- 1995 Mike Mainieri – Come Together: Guitar Tribute to the Beatles
- 1996 Sanctuary: 20 Years of Windham Hill (Windham Hill)
- 1996 Carols of Christmas (Windham Hill)
- 1997 Various Artists Sanctuary: 20 Years of Windham Hill (Windham Hill)
- 1997 Various Artists Redbook Relaxers: Between Friends
- 1997 Various Artists Redbook Relaxers: Dinner Party
- 1997 Various Artists Redbook Relaxers: Lullabies
- 1997 A Winter’s Solstice VI (Windham Hill)
- 1997 Summer Solstice (Windham Hill)
- 1997 Various Artists Candlelight Moments: Dreamscape
- 1998 Sounds of Wood and Steel (Windham Hill)
- 1998 The Renaissance Album (Windham Hill)
- 1998 Various Artists Yoga Zone: Music for Yoga Practice
- 1999 Here, There and Everywhere: The Songs of the Beatles (Windham Hill)
- 1999 Winter Solstice on Ice (Windham Hill)
- 1999 Various Artists Live Two
- 2000 Windham Hill Classics: Romance (Windham Hill)
- 2000 Windham Hill Classics: Harvest (Windham Hill)
- 2000 The Best Of Michael Hedges (Windham Hill)
- 2001 Touch 25 Years of Guitar on Windham Hill (Windham Hill)
- 2001 Beyond Boundaries: Guitar Solos (Windham Hill)
- 2003 Platinum & Gold Collection (RCA Victor)
- 2006 Pure Michael Hedges (RCA)

### Gastauftritte
- 1979 Out of the Frame (Philip Aaberg)
- 1983 Past Light (Will Ackerman)
- 1986 Unusual Weather (Michael Manring)
- 1988 Paradise Citizens (Randy Bernsen)[15]
- 1988 Oh yes I can! (David Crosby)
- 1991 Crosby, Stills & Nash (Crosby, Stills, Nash & Young)
- 1993 Windham Hill Retrospective (Ackerman)
- 1994 After the Storm (Crosby, Stills and Nash)
- 1996 Sticks & Stones (Rob Eberhard Young)
- 1997 All Side Now (Pat Martino)
- 2003 May Your Song Always Be Sung (Bob Dylan)
- 2004 Punk Statik Paranoia (Orgy)

### Videos
- 1986 Windham Hill in Concert (video)
- 1988 Home & Away Video (Leo Kottke, video)
- 1999 The Artist’s Profile Michael Hedges (video)

### Sonstiges
- 1986 Santabear’s First Christmas (soundtrack)
- 1994 Princess Scargo & The Birthday Pumpkin (soundtrack)